# Aduá

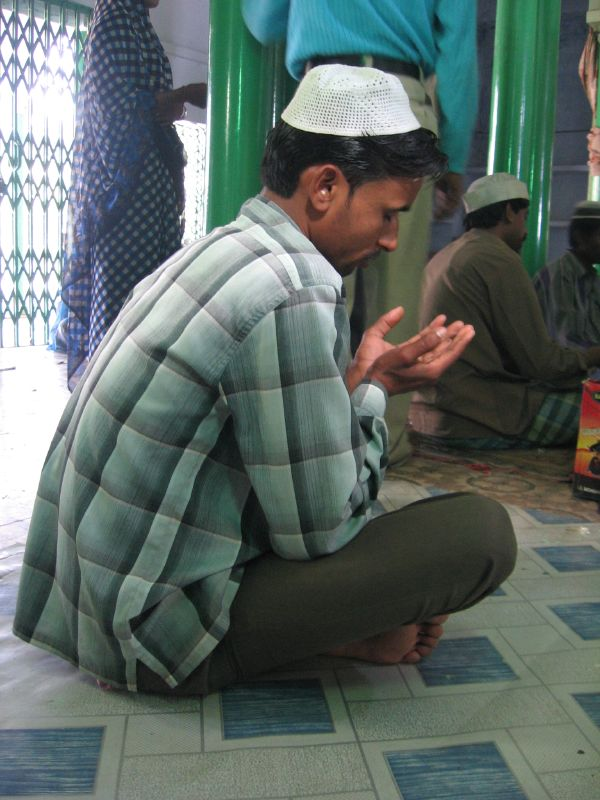
Levantando las manos en Dua

La aduá (árabe: دُعَاء du'ā, plural أدِعِيَّة adi'īah; singular adoá o aduá en aragonés medieval y castellano áurico), es una oración de invocación, súplica o petición, incluso pidiendo ayuda o asistencia a Dios.

## Papel en el Islam
Los musulmanes consideran la Du'a como un profundo acto de adoración, porque se dice que el profeta Mahoma dijo: "Du'a es en sí misma una adoración".

## Etiqueta opcional
Hay varias otras técnicas y etiquetas opcionales en el Corán y la Sunna para Du'a. Aquí se enumeran unas pocas y solo una fracción de las etiquetas de du'a que los eruditos han encontrado en referencia en el Corán y la Sunnah:
- Levantar las manos.
- Dirigir la frente a la Qibla.[7]
- Limpiarse la cara.

## Portales
- Portal:Islam. Contenido relacionado con Islam.

- Datos: Q879046
- Multimedia: Du'a / Q879046